# Corymbia flavescens
Corymbia flavescens är en myrtenväxtart som beskrevs av Kenneth D. Hill och Lawrence Alexander Sidney Johnson. Corymbia flavescens ingår i släktet Corymbia och familjen myrtenväxter. Inga underarter finns listade i Catalogue of Life.